# Отрада, Николай Карпович
Николай Отрада (настоящее имя Николай Карпович Турочкин; 26 декабря 1918, д. Николаевка, Воронежская губерния — 4 марта 1940, Суоярви, Финляндия) — русский советский поэт.

## Биография
Родился в 1918 году в деревне Николаевка Воронежской губернии. В 1934 году в Сталинграде окончил среднюю школу-девятилетку.
С детских лет увлекался поэзией, сам писал стихи. Николай Отрада был членом литературного кружка СТЗ. Его первые стихи были напечатаны в малотиражной газете «Даёшь трактор», в газетах «Молодой ленинец» и «Сталинградская правда».
После окончания школы Николай Отрада поступает в Сталинградский педагогический институт на литературный факультет и одновременно на заочное отделение Литературного института. Осенью 1939 стал студентом Литературного института им. М. Горького (ИФЛИ).
В декабре 1939 вместе с однокурсниками Сергеем Наровчатовым и другими ушёл добровольцем на финский фронт.
4 марта 1940 года под Суоярви попал в окружение, бросился на прорыв и был убит. Арон Копштейн, поэт, однокурсник и друг Н. Отрады, попытался вытащить тело товарища с поля боя, но на пути обратно погиб. Посмертно принят в Союз писателей СССР.

## Избранные произведения
- Стихотворения 1938 г.

«Весна»,
«Мечта»,
«Некогда»,
«Осень»,
«Попутно»,
- Стихотворения 1939 г.

«В поезде»,
«Гуси летят»,
«Мир»,
«Одно письмо»,
«Полине»,
«Почти из моего детства»,
«Футбол».

## Память
- В честь Николая Отрады названа одна из улиц Волгограда.